# San Isidro (Davao do Norte)
San Isidro é um município de  quinta classe de renda municipal (d) na província Davao do Norte, nas Filipinas. De acordo com o censo de 1 de maio  de  2020 possui uma população de 27 233 pessoas e 6 571 domicílios.